# 9151 Kettnergriswold
9151 Kettnergriswold eller 1979 MQ8 är en asteroid i huvudbältet som upptäcktes den 25 juni 1979 av de båda amerikanska astronomerna Eleanor F. Helin och Schelte J. Bus vid Siding Spring-observatoriet. Den är uppkallad efter Kettner John Frederick Griswold.
Asteroiden har en diameter på ungefär 5 kilometer.